# Álvaro García Ortiz
Álvaro García Ortiz (Lumbrales, 16 de diciembre de 1967) es un jurista español, fiscal del Tribunal Supremo. Es el fiscal general del Estado desde 2022. Anteriormente, fue fiscal jefe de la Secretaría Técnica de la Fiscalía General.

## Biografía
Licenciado en Derecho por la Universidad de Valladolid, García Ortiz ingresó en la Carrera Fiscal en el año 1998, siendo destinado a la fiscalía de Mahón, en Menorca. En 2002 pasó a ocupar plaza en la Fiscalía de Área de Santiago de Compostela. En 2004 se convirtió en fiscal especialista en medio ambiente de la Fiscalía del Tribunal Superior de Justicia de Galicia. Durante esta etapa asumió la acusación pública en el Caso Prestige en el año 2005.
Tras casi dos décadas dedicado a la especialidad de medio ambiente, en 2020 la fiscal general Dolores Delgado le ascendió a la categoría de fiscal de Sala y le nombró fiscal jefe de la Secretaría Técnica de la Fiscalía General del Estado.
Ha sido miembro del Consejo Fiscal desde el 4 de abril de 2018, en cuyas elecciones resultó como el candidato más votado del órgano por parte de los fiscales.
Es miembro del equipo directivo de la organización progresista europea de jueces y fiscales Magistrats Européens pour la Démocratie et les Libertés.
Asimismo, ha colaborado como articulista en medios de comunicación españoles y en publicaciones técnicas.

### Fiscal general
El 19 de julio de 2022 el Gobierno lo propuso para ocupar el cargo de fiscal general del Estado en sustitución de Dolores Delgado. El Consejo General del Poder Judicial avaló su nombramiento por doce votos a favor y siete en contra,y el Consejo de Ministros lo nombró fiscal general el 1 de agosto de 2022.

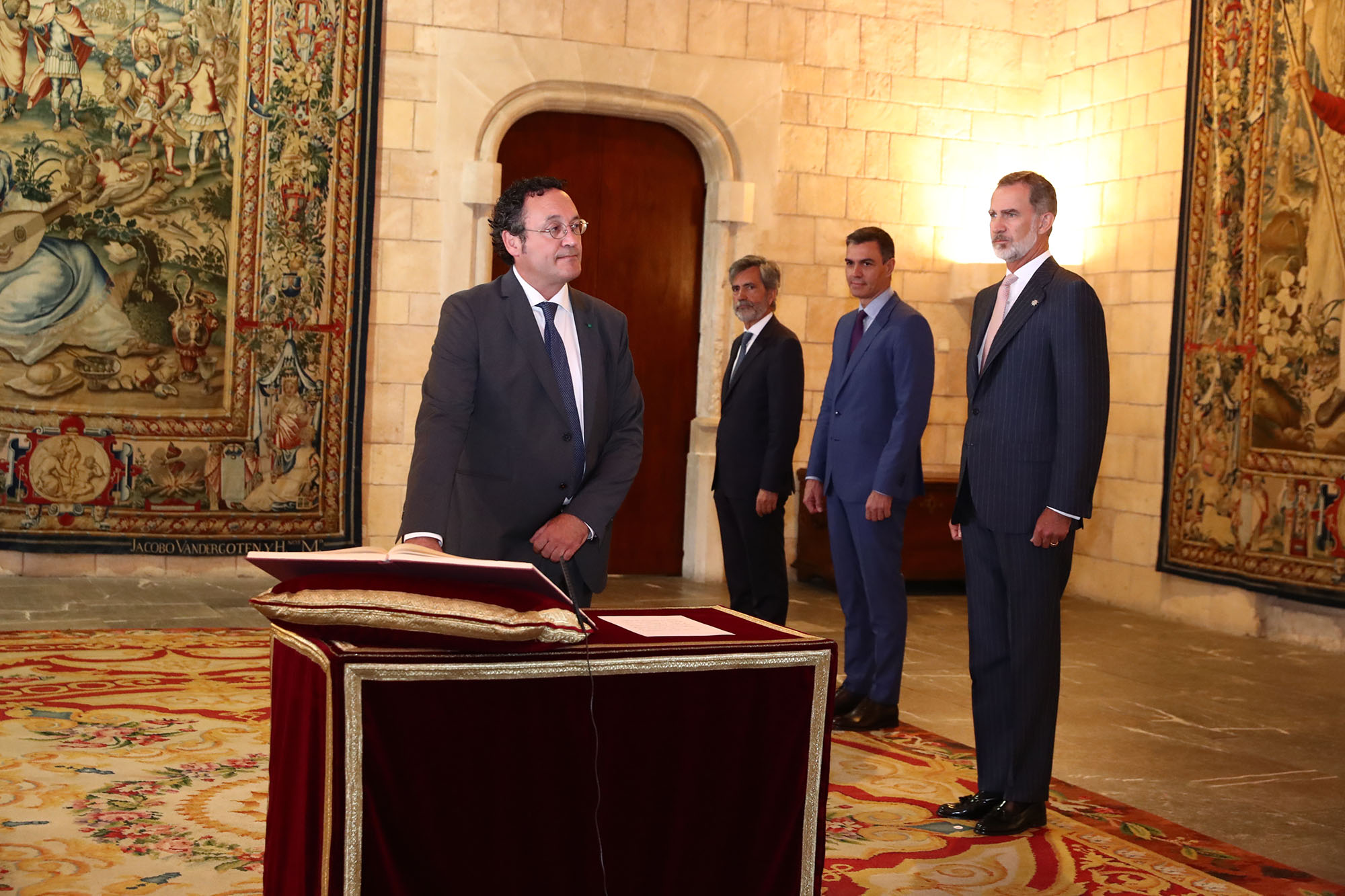
Álvaro García en su toma de posesión como fiscal general.

Tras la formación del tercer Gobierno de Pedro Sánchez, el Consejo de Ministros propuso la renovación del mandato del fiscal general. Aunque el Consejo General del Poder Judicial rechazó su idoneidad por ocho votos a favor y siete en contra, el Gobierno le confirmó en el cargo.
En noviembre de 2023 la Sala de lo Contencioso-Administrativo del Tribunal Supremo anuló el nombramiento de su predecesora Dolores Delgado como fiscal de la Sala Militar, y por segunda vez, en mayo de 2024, el nombramiento de la misma como fiscal de sala de Derechos Humanos y Memoria Democrática, por no haber tenido en cuenta un posible conflicto de intereses entre esta y la actividad de su pareja, Baltasar Garzón.
La Asociación Profesional e Independientes de Fiscales (APIF) recurrió el nombramiento de García Ortiz ante el Tribunal Supremo (noviembre de 2023), tras conocerse que el Consejo General del Poder Judicial no avaló, por mayoría absoluta su nombramiento.
El 8 de mayo de 2024 el Senado, con mayoría absoluta del Partido Popular, reprobó al fiscal general del Estado, una moción simbólica sin efectos prácticos.
El 24 de julio de 2024, la Sala Tercera del Tribunal Supremo anuló el ascenso de la fiscal Isabel Rodríguez, que había intervenido en el caso de La Manada. Rodríguez había sido propuesta por el propio García Ortiz en detrimento del fiscal Luis Rueda, que había sido el candidato más votado en el Consejo Fiscal.

### Revelación de secretos
El 16 de octubre de 2024, la Sala de lo Penal del Tribunal Supremo abrió un procedimiento contra el fiscal general por un supuesto delito de revelación de secretos en relación con la pareja de la entonces presidenta de la Comunidad de Madrid, Isabel Díaz Ayuso, siendo el primer fiscal general en activo en ser investigado formalmente por la justicia. El 30 de octubre la Guardia Civil registró el despacho de Álvaro en busca de indicios de la revelación de los correos electrónicos filtrados a la prensa, haciendo copias de los ordenadores y teléfonos móviles. El 19 de diciembre de 2024, la UCO informó al tribunal que no había encontrado mensajes entre el 8 y el 14 de marzo, puesto que habían sido borrados. Anteriormente, un fiscal del Tribunal Supremo había declarado haber visto a García Ortiz revisando un teléfono móvil el mismo día en que la Guardia Civil registraba su despacho. Por su parte, la Fiscalía atribuyó el borrado de mensajes al «protocolo habitual» para proteger la «información sensible» a la que tiene acceso el fiscal general. Posteriormente, el 10 de febrero de 2025 la UCO informó que García Ortiz había borrado sus mensajes el mismo día en que había sido imputado por el Tribunal Supremo, el 16 de octubre de 2024.
El 9 de junio de 2025 el magistrado Ángel Luis Hurtado dictó un auto de procesamiento contra el fiscal general, al considerar que existían indicios suficientes para ello. Asimismo, el magistrado consideró que el fiscal actuó «a raíz de indicaciones recibidas de Presidencia del Gobierno». La práctica totalidad de las asociaciones fiscales (excepto la progresista) han reiterado su exigencia de que García Ortiz debe presentar su dimisión, tras conocerse su procesamiento por parte del Tribunal Supremo y ante la insostenibilidad de esta anomalía.
Recurrido el auto, la Sala de Apelaciones del Tribunal Supremo rechazó el recurso, autorizando el procesamiento al considerar que los indicios presentados por el magistrado eran suficientes. Esta decisión contó con el voto particular de un magistrado que consideraba que no había indicios suficientes para atribuir al fiscal la autoría de las filtraciones.

## Reconocimientos
- Cruz de Plata de la Orden del Mérito de la Guardia Civil, distintivo blanco (2008)[42]
- Cruz Distinguida de Primera Clase de la Orden de San Raimundo de Peñafort (2014)[43][44]
- Medalla de la Orden del Mérito Policial, distintivo blanco (2016)[45]